# Linmag
Linmag (Eigenschreibweise LINMAG) ist ein Schwesterunternehmen der Linsinger Maschinenbau GmbH mit Hauptsitz in Steyrermühl, Gemeinde Laakirchen, Oberösterreich. Das Unternehmen erbringt international Serviceleistungen im Bereich Schienenbearbeitung, Reprofilierung und Fehlerbehebung bei Schienen. Insgesamt betreibt Linmag die meisten Schienenbearbeitungsmaschinen vom Schwesterunternehmen Linsinger, dem Weltmarktführer im Bereich des Schienenfräsens.
Im Jahr 2012 wurde die Abteilung „Rail Services“ der Firma Linsinger Maschinenbau ausgegründet und firmiert seither als Linmag GmbH.
2013 wurde mit der Linmag Australia Pty Ltd mit Sitz in Cremorne, Victoria, die erste Zweigniederlassung in Australien gegründet. 2016 folgte mit der Linmag International Ltd in Dublin, Irland, eine weitere Unternehmensgründung.
Im Zeitraum von 2013 bis 2016 wurden mehrere Fahrzeuge vom Schwesterunternehmen Linsinger angeschafft.

## Sonstiges

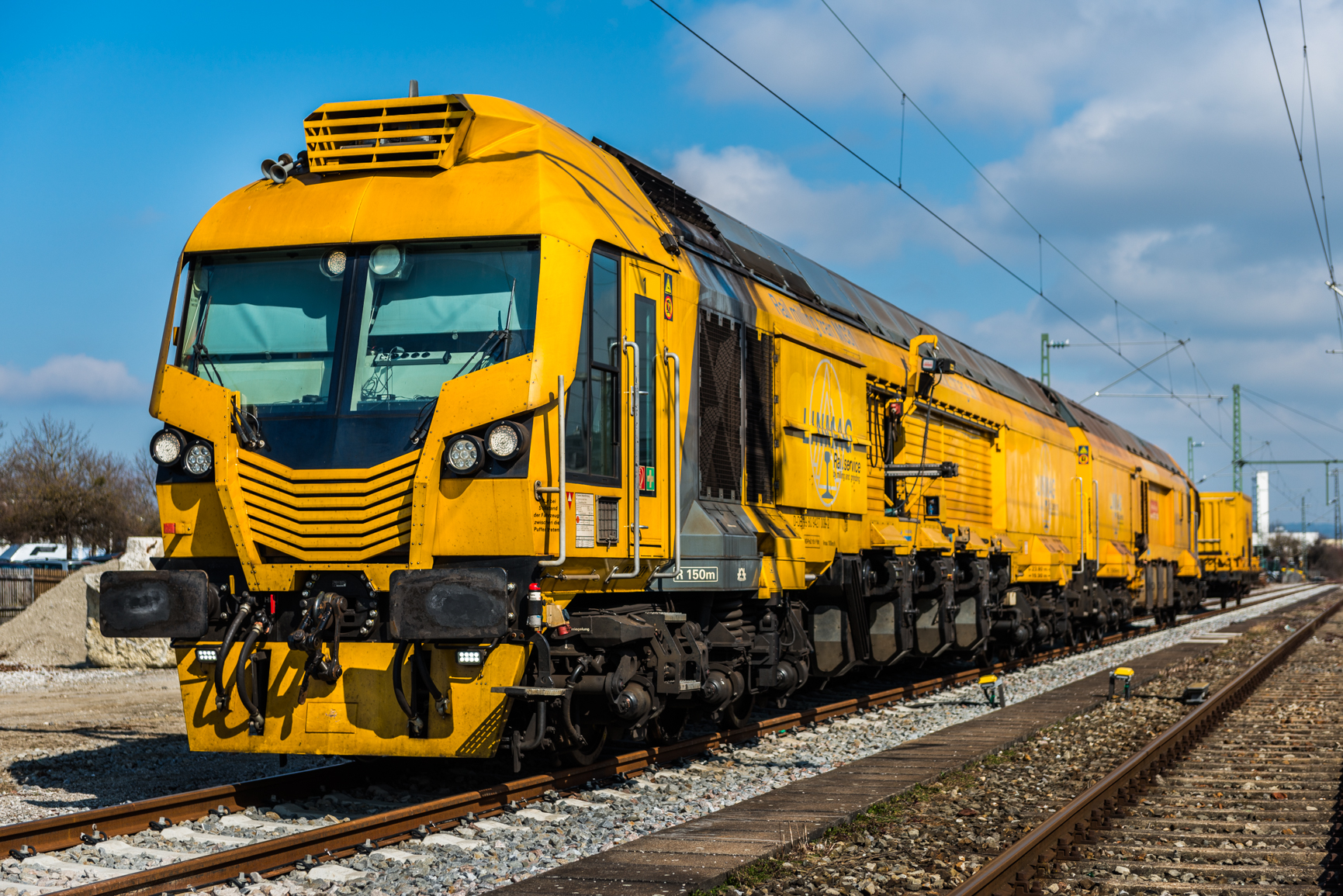
Schienenfräszug Linmag MG31

Director der Linmag Australia Pty Ltd ist Reinhard Schwarzenberger, ehemaliger österreichischer Skispringer und olympischer Medaillengewinner.
Ende 2012 wurde die bis heute leistungsstärkste Schienenfräsmaschine MG 31 bei der Deutschen Bahn in Dienst gestellt.
Im September 2013 erreichte ein Schienenfräser vom Typ „Linmag Rail Road Truck SF02W-FS“ nach einem achtwöchigen Transport Melbourne. Die Maschine wurde zur Sanierung von Gleisen eingesetzt, deren Benützung durch den schlechten Zustand zuvor unmöglich wurde.
Die Linsinger Maschinenbau Ges.m.b.H. sowie die Linmag GmbH unterstehen organisatorisch der Mate GmbH mit Sitz in Kirchham.